# 国际冰球联合会

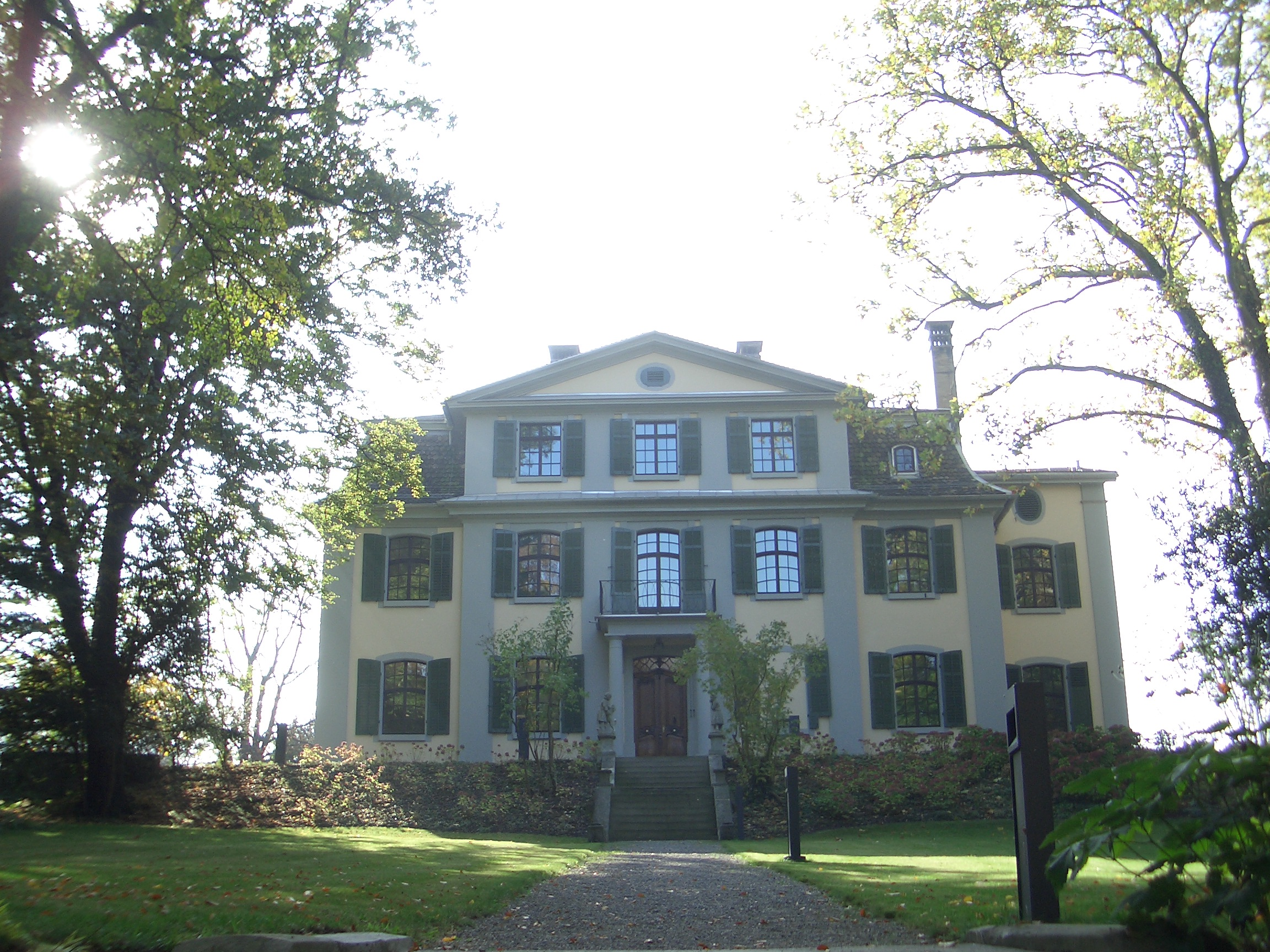
苏黎世的国际冰球联合会总部

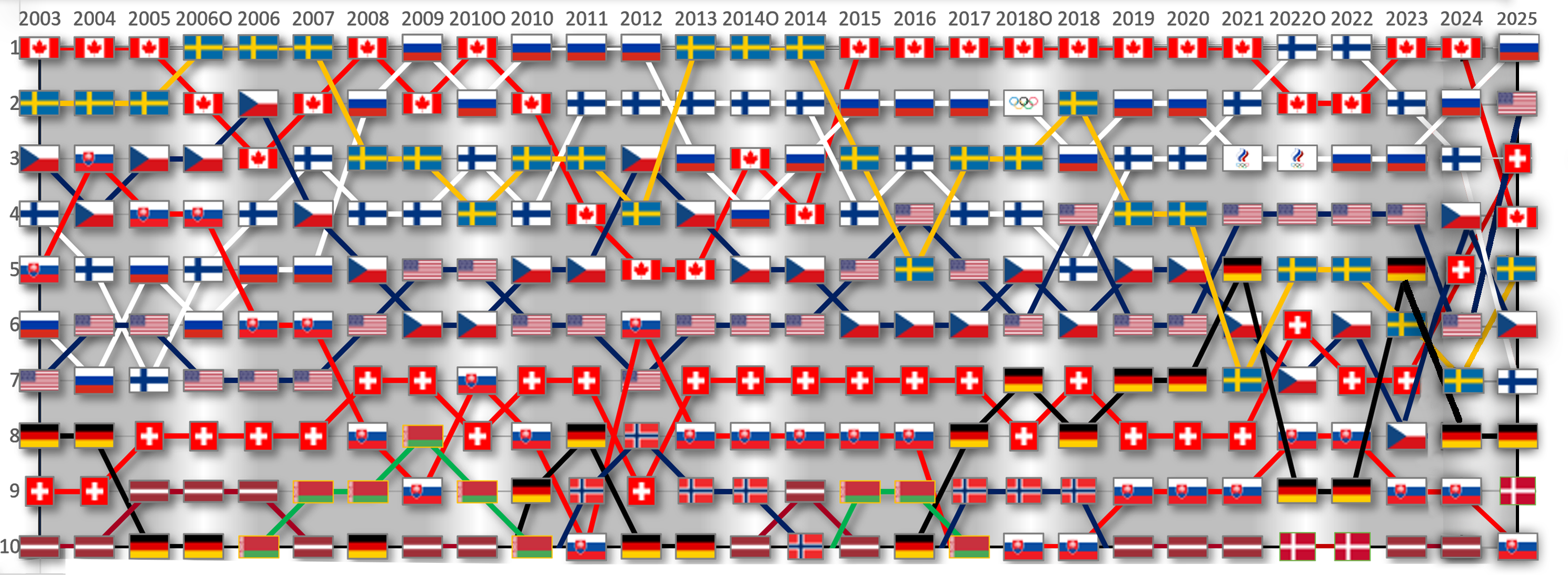
2003年起国际冰球联合会世界男子每年前十排名的图表。这排名是按照奥林匹克冰球比赛和世界冰球锦标赛的名次计算的。

国际冰球联合会（英語：International Ice Hockey Federation）是一個國際性的冰球體育組織，由世界各国的冰球协会组成。總部设于瑞士苏黎世。現任主席為Luc Tardif Sr.。目前共有83个会员协会。

## 員工
国际冰球联合会是一个相对较小的组织，在苏黎世总部有大约20名员工。

## 职能
- 世界冰球锦标赛
- 世界女子冰球锦标赛
- 世界青年冰球锦标赛
- 世界少年冰球锦标赛
- 维多利亚杯
- 冠军冰球联赛